# جامعة لويزيانا في لافاييت
جامعة لويزيانا في لافاييت (بالإنجليزية: University of Louisiana at Lafayette)‏ هي جامعة بحثية حكومية في لافاييتLafayette, لويزيانا. لديها أكبر عدد طلاب ملتحقين ضمن نظام جامعة لويزيانا، وثاني أكبر تسجيل في لويزيانا. كإشارة إلى التراث الأكادي الفرنسي لكثير من طلابها، تستخدم المدرسة أحيانًا الاسم البديلl'université de Acadiens.
تأسست في عام 1898 بمسمى المدرسة الصناعية، المؤسسة المتقدمة في الجامعة لمدة أربع سنوات خلال القرن العشرين أصبحت معروفة من قبل اسمها الحالي في عام 1999. تطورت لافاييت لتصبح جامعة بحثية وطنية كما وصفها تصنيف جامعة كارنيجي بأنها «جامعة الدكتوراه: نشاط بحث عالي». ويقدم الدكتوراه لويزيانا فقط في الدراسات الناطقة بالفرنسية، ماجستير المعلوماتية الوحيد في لويزيانا، ودرجة التصميم الصناعي. حققت الجامعة العديد من الإنجازات في علوم الحاسوب، الهندسة والعمارة. كما أن كلية الفنون قد نالت التميز.

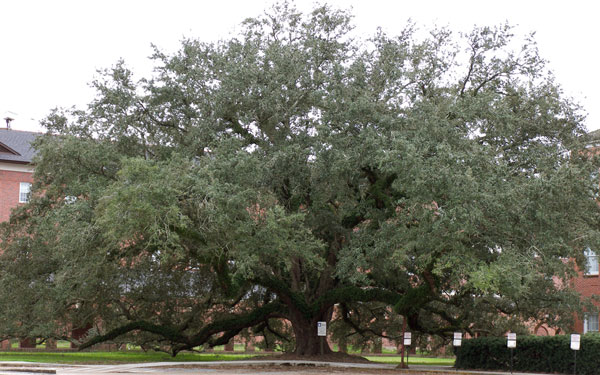
واحدة من العديد من أشجار البلوط الحية المزروعة في الحرم الجامعي.

- 1898 – تشريع الولاية يسمح بإنشاء المعهد الصناعي في جنوب غرب لويزيانا.[4]
- 1899 – مجلس الأمناء يمنح تبرعا بمساحة 25 فدان من الأراضي من أسرة جيرارد.
- 1900 - بدأت الإنشاءات وعين الدكتور إدوين ستيفنز رئيسًا.
- 1901 – فتح 18 سبتمبر مع 100 طالب وثمانية أعضاء هيئة التدريس.
- 1903 - 18 طالبًا كانوا أول من تخرج من في احتفالين منفصلين.[5]
- 1920 - بدأ برنامج لمدة أربع سنوات فأصبحت تمنح مع درجة البكالوريوس في الآداب.
- 1921 - تغير إلى معهد جنوب غرب لويزيانا للتعليم الليبرالي والتقني.
- 1960 - أصبح بمسمى جامعة جنوب غرب لويزيانا.
- 1974 - شكلت كلية العلوم رسميا.
- 1984 - بعد موافقة مجلس أمناء الكليات والجامعات الحكومية، غيرت رسميًا اسمها إلى جامعة لويزيانا، والذي تم نقضه بعد أقل من شهر بقرار من المجلس التشريعي للولاية، على الرغم من أن مدرستين سبق تغيير اسميهما باستخدام نفس التقنية دون تدخل خارجي.[6][7][8]
- 1997 - بلغت أصول الجامعة الخاصة 75 مليون دولار.[9]
- 1999 تغير اسمها إلى جامعة لويزيانا في لافاييت.[10][11]

تقدم الجامعة أكثر من 80 درجة البكالوريوس، و27 برنامجا يمنح درجة الماجستير، وعشرة برامج تمنح درجة الدكتوراه، والتي تشمل تطبيق اللغة وعلم الكلام، علم الأحياء، هندسة الحاسب الآلي، علوم الحاسب، الأرض وعلوم الطاقة، القيادة التربوية، الإنجليزية، بالفرنسية، الرياضيات، ممارسة التمريض، هندسة النظم.

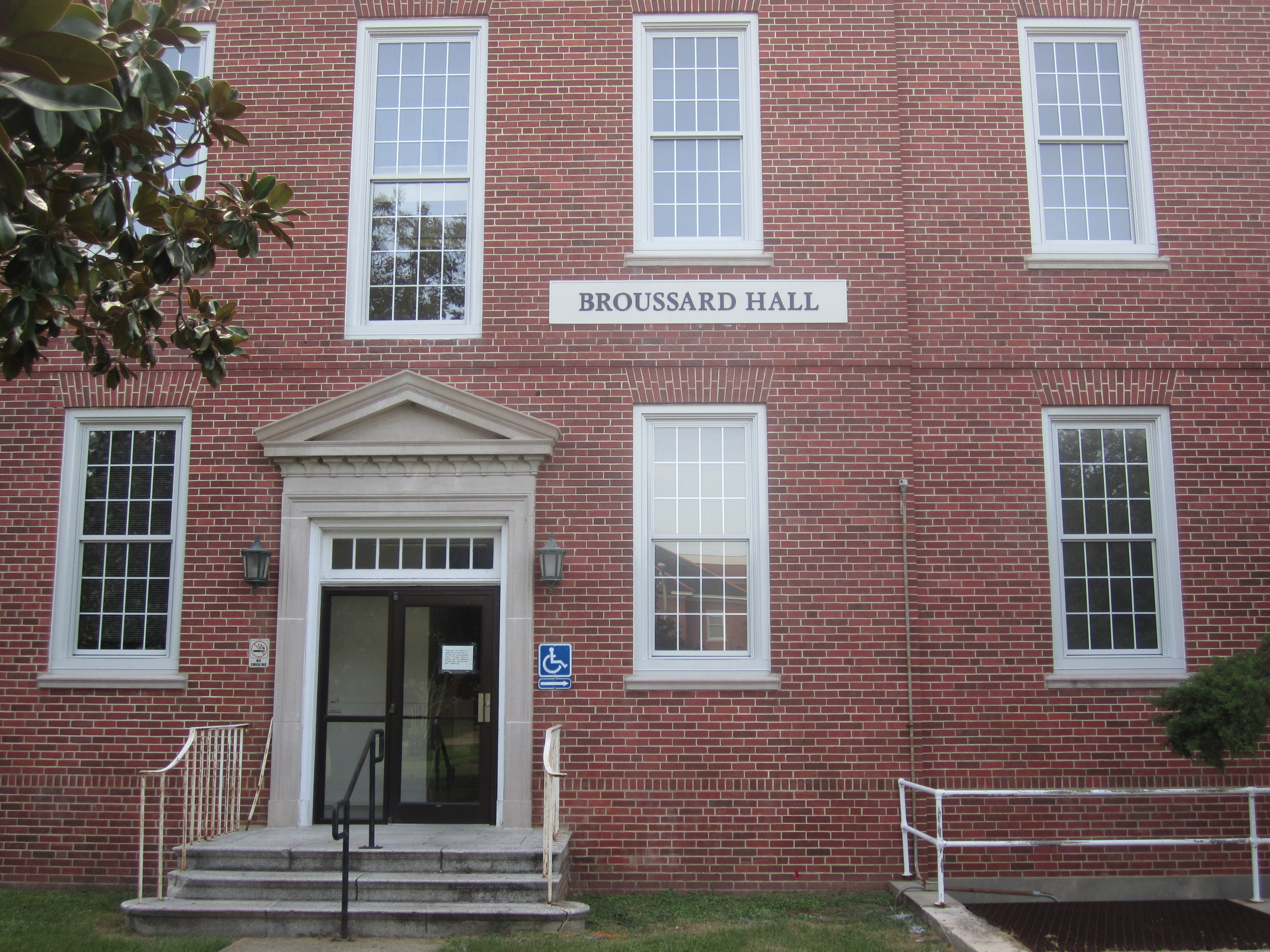
بروسارد قاعة موضوعة باسم السيناتور الأمريكي السابق روبرت ف. بروساردوتضم قسم الفيزياء في لافاييت

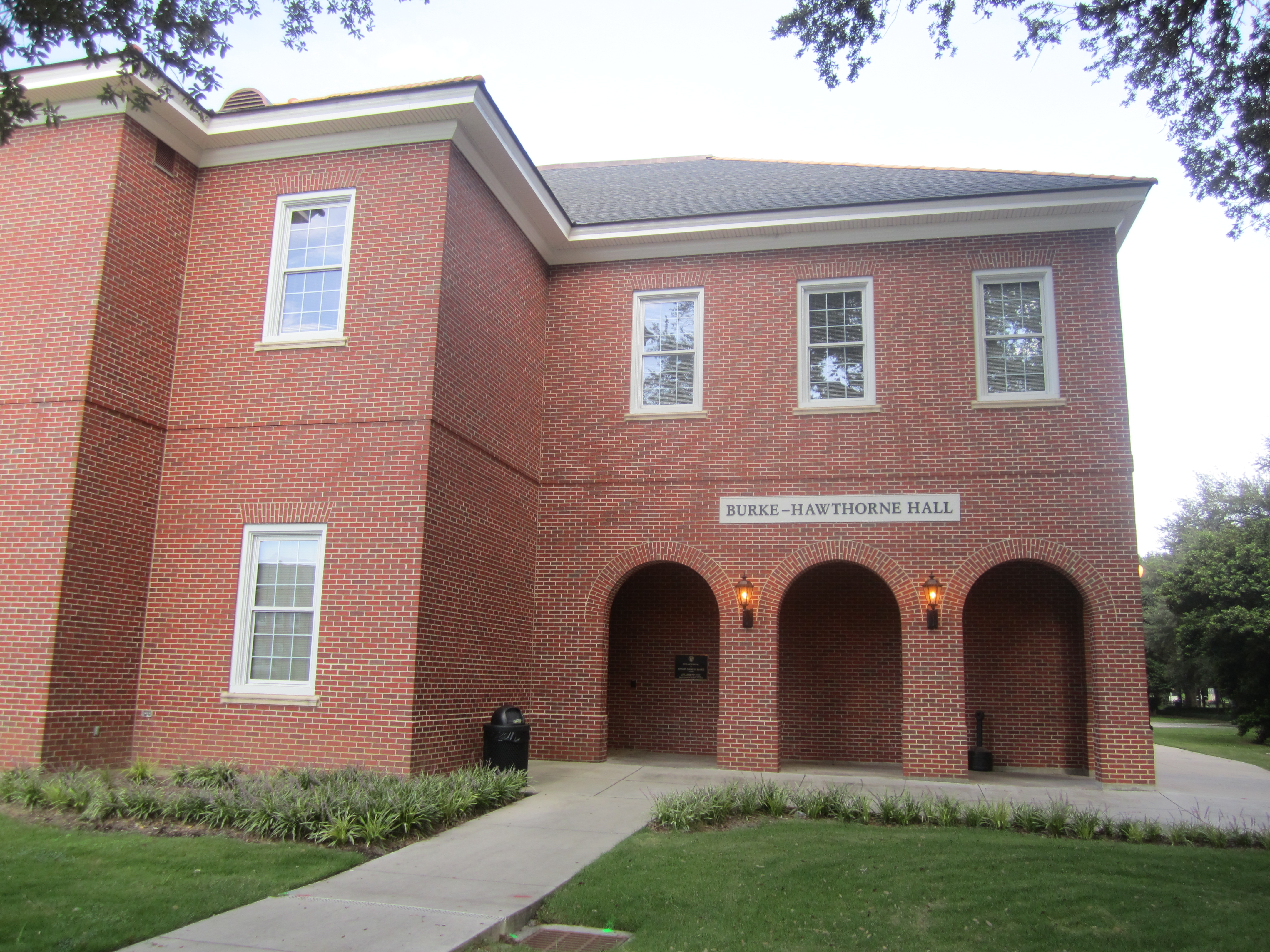
يضم مبنى بورك-هاوثورن قسم الاتصالات

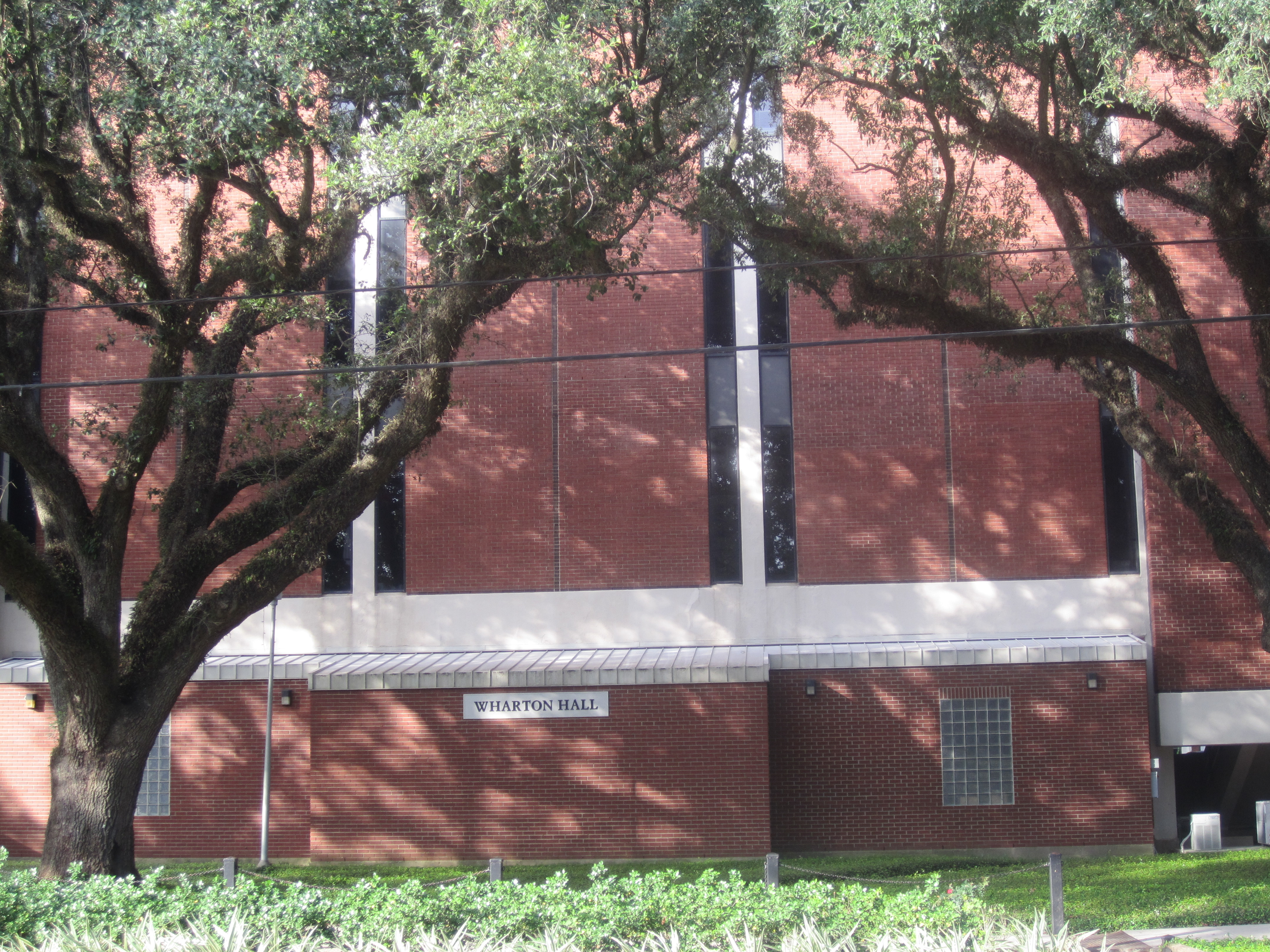
قاعة ورثون وتضم قسم الأحياء والتمريض إضافة إلى مختبرات استوديو تلفزيزني لقسم الاتصالات في لافاييت

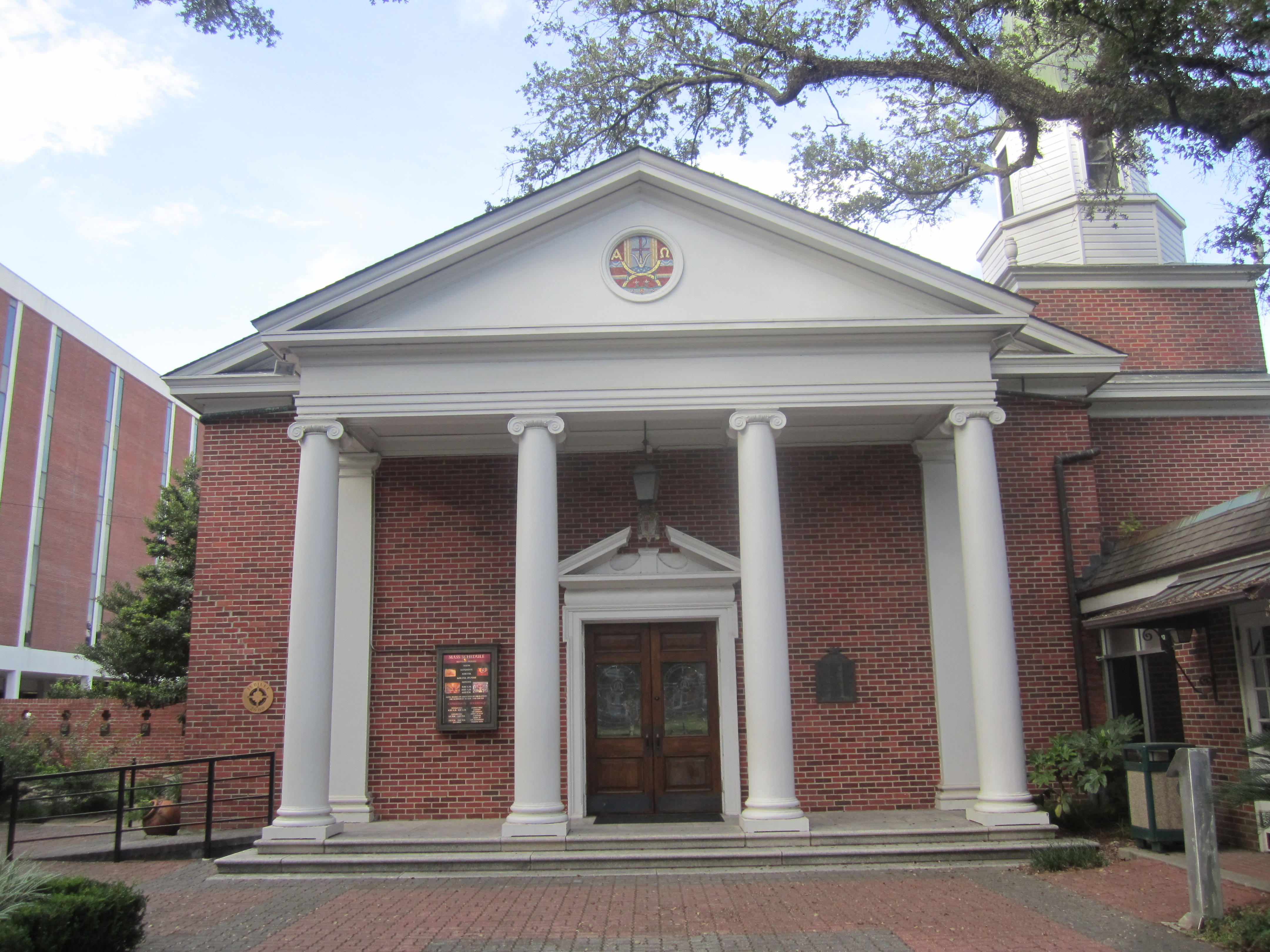
سيدة الحكمة الكنيسة الكاثوليكية الرومانية وطالب المبنى المجاور UL لافاييت الحرم الجامعي

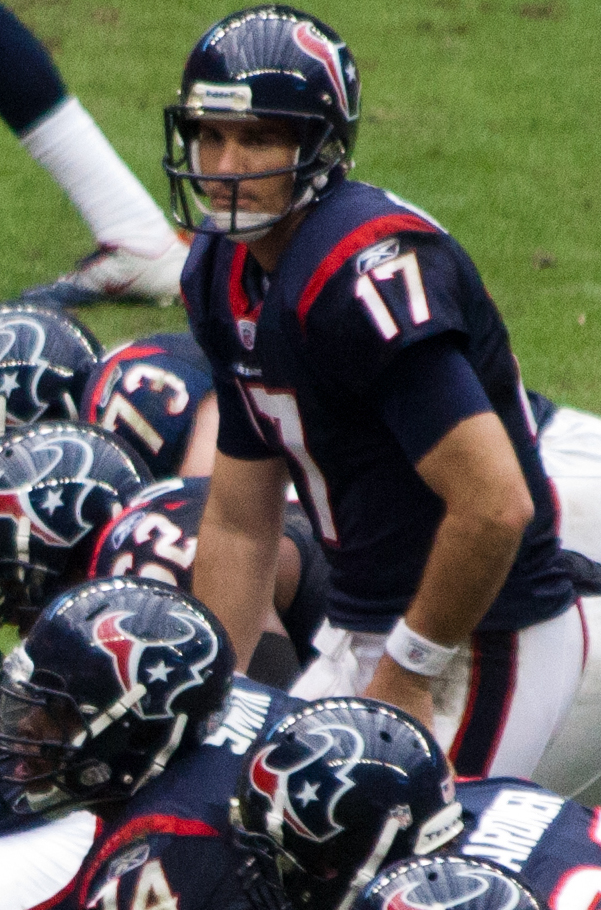
جيك دلهوم
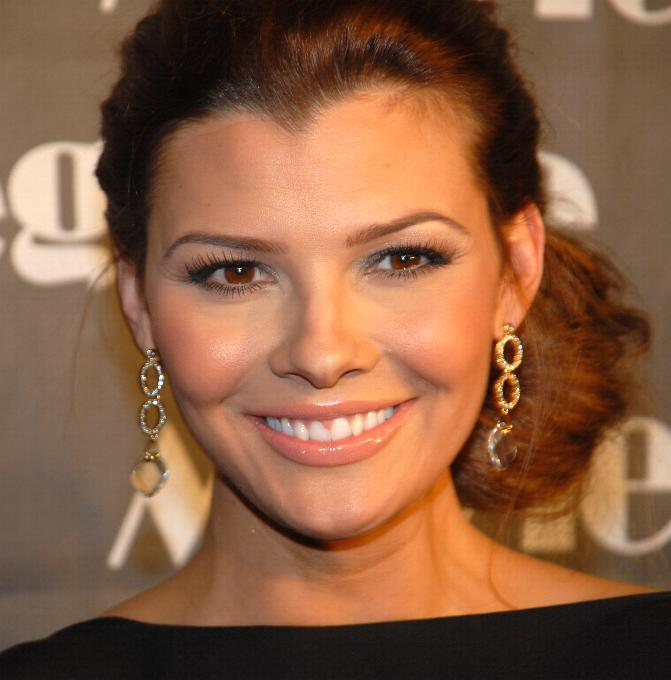
علي لاندري ملكة جمال الولايات المتحدة الأمريكية (1996)
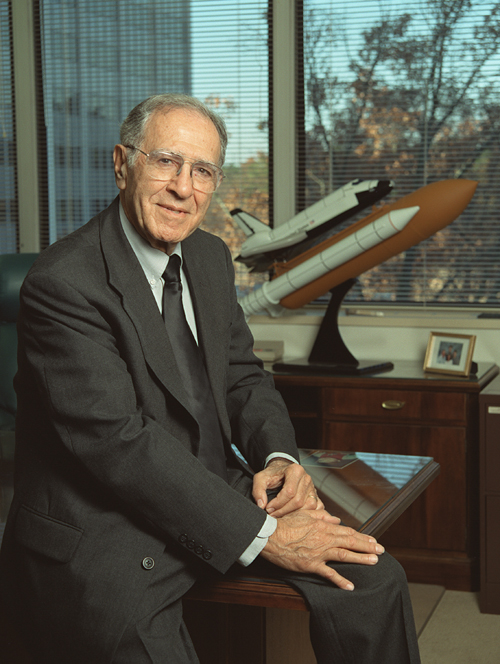
أليكس ماكول مدير محطة الفضاء بمكتب المشاريع في وكالة ناسا جورج مركز مارشال لرحلات الفضاء.
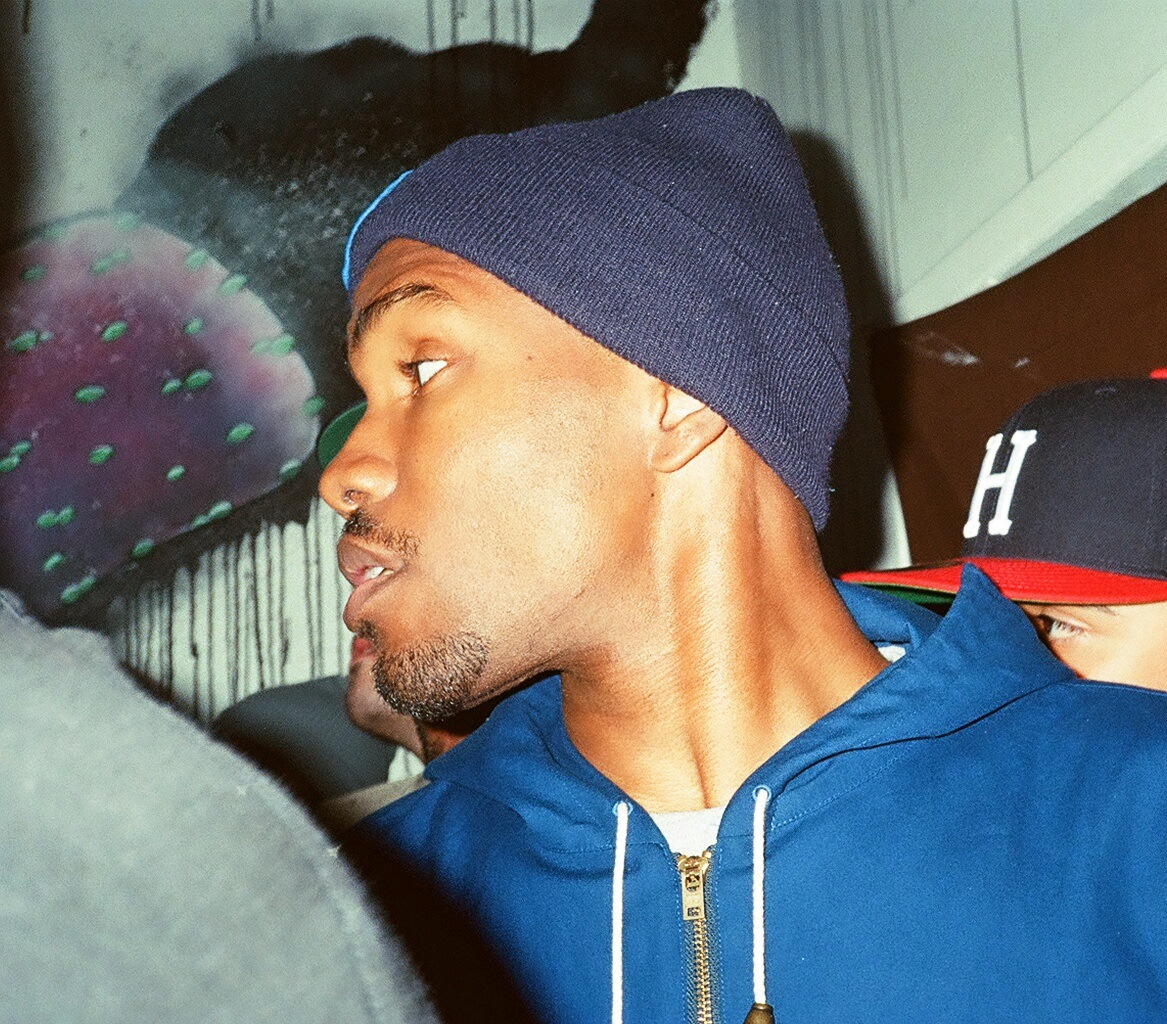
فرانك أوشن, الموسيقي الحائز على جائزة الفنان, مطرب, ملحن و مغني الراب.

1. 1 2 3  نظام بيانات التعليم ما بعد الثانوي المتكامل، QID:Q6042926
2. ↑  "U.S. and Canadian 2022 NTSE Participating Institutions Listed by Fiscal Year 2022 Endowment Market Value, Change in Market Value from FY21 to FY22, and FY22 Endowment Market Values Per Full-time Equivalent Student (Excel)" (بالإنجليزية). National Association of College and University Business Officers. 17 Feb 2023. Archived from the original on 2023-03-21. Retrieved 2023-05-22. {{استشهاد ويب}}: |archive-date= / |archive-url= timestamp mismatch (help)
3. ↑   https://web.archive.org/web/20240120080233/https://acememberdirectory.azurewebsites.net/. اطلع عليه بتاريخ 2024-01-20. {{استشهاد ويب}}: |url= بحاجة لعنوان (مساعدة) والوسيط |title= غير موجود أو فارغ (من ويكي بيانات) (مساعدة)
4. ↑  "Archived copy". مؤرشف من الأصل في 2008-06-10. اطلع عليه بتاريخ 2008-10-21.{{استشهاد ويب}}:  صيانة الاستشهاد: الأرشيف كعنوان (link)
5. ↑  "Academics 1902-03". RaginPagin.com. مؤرشف من الأصل في 2018-07-07. اطلع عليه بتاريخ 2015-01-01.
6. ↑  Hurt، Cecil (24 سبتمبر 1984). "Tide foe has an identity crisis". Tuscaloosa News. مؤرشف من الأصل في 2016-05-12. اطلع عليه بتاريخ 2012-06-25.
7. ↑  www.louisiana.edu "For a while in the 1980s, UL Lafayette literally made a name for itself, The University of Louisiana. A subsequent act of the Louisiana Legislature nullified that name change, but Authment persisted." نسخة محفوظة 15 ديسمبر 2018 على موقع واي باك مشين.
8. ↑  www.athleticnetwork.net"The university flirted briefly in 1984 with the idea of yet another name change. The Board of Trustees declared the school to be the University of Louisiana, but the Board of Regents soon reversed the move. It would be more than a decade before the name stuck." نسخة محفوظة 15 ديسمبر 2018 على موقع واي باك مشين.
9. ↑  "Archived copy". مؤرشف من الأصل في 2010-01-11. اطلع عليه بتاريخ 2010-03-18.{{استشهاد ويب}}:  صيانة الاستشهاد: الأرشيف كعنوان (link)
10. ↑  University History: General نسخة محفوظة June 10, 2008, على موقع واي باك مشين.
11. ↑  Proper use of the University's Name by UL Lafayette webpage نسخة محفوظة August 31, 2006, على موقع واي باك مشين.

- الموقع الرسمي
- موقع الألعاب الرياضية